# Tượng Thánh John của Nepomuk tại Divina
Tượng Thánh John của Nepomuk tại Divina là Đài tưởng niệm Văn hóa Quốc gia của Slovakia. Divina là ngôi làng và đô thị lần đầu xuất hiện trong các ghi chép lịch sử vào năm 1325, thuộc Huyện Žilina trong Vùng Žilina, miền bắc Slovakia. Tượng Thánh John của Nepomuk là một tác phẩm điêu khắc bằng sa thạch đặt trên một đế đá hoàn thiện từ năm 1796 và có trong Danh sách Trung tâm của Quỹ Tưởng niệm Slovakia theo số 1334/2. Bức tượng có mức độ hoàn thiện cao cùng độ chi tiết cao thể hiện qua các đường nét trên khuôn mặt của vị Thánh. Người ta xây dựng bức tượng với mục đích tưởng nhớ đến hậu duệ nam cuối cùng của dòng họ Szunyogh quý tộc - John Nepomuk Szunyogh, người có công trong việc xây dựng nơi ở cho các linh mục và nhà thờ Divina. Tuy nhiên, ở Slovakia, có rất ít di tích kiến trúc và nghệ thuật thuộc về nhánh bá tước của gia đình Szunyog ở Budatín được bảo tồn. Năm 1588, nhánh này thăng cấp lên hàng nam tước, sau này là hàng bá tước có hậu duệ nam cuối cùng là John Nepomuk Szunyogh, ông mất năm 1798 và để lại một cô con gái Josephine. Ông dành một sự tôn kính đặc biệt của mình cho thánh John thành Nepomuk, người bảo hộ ông.

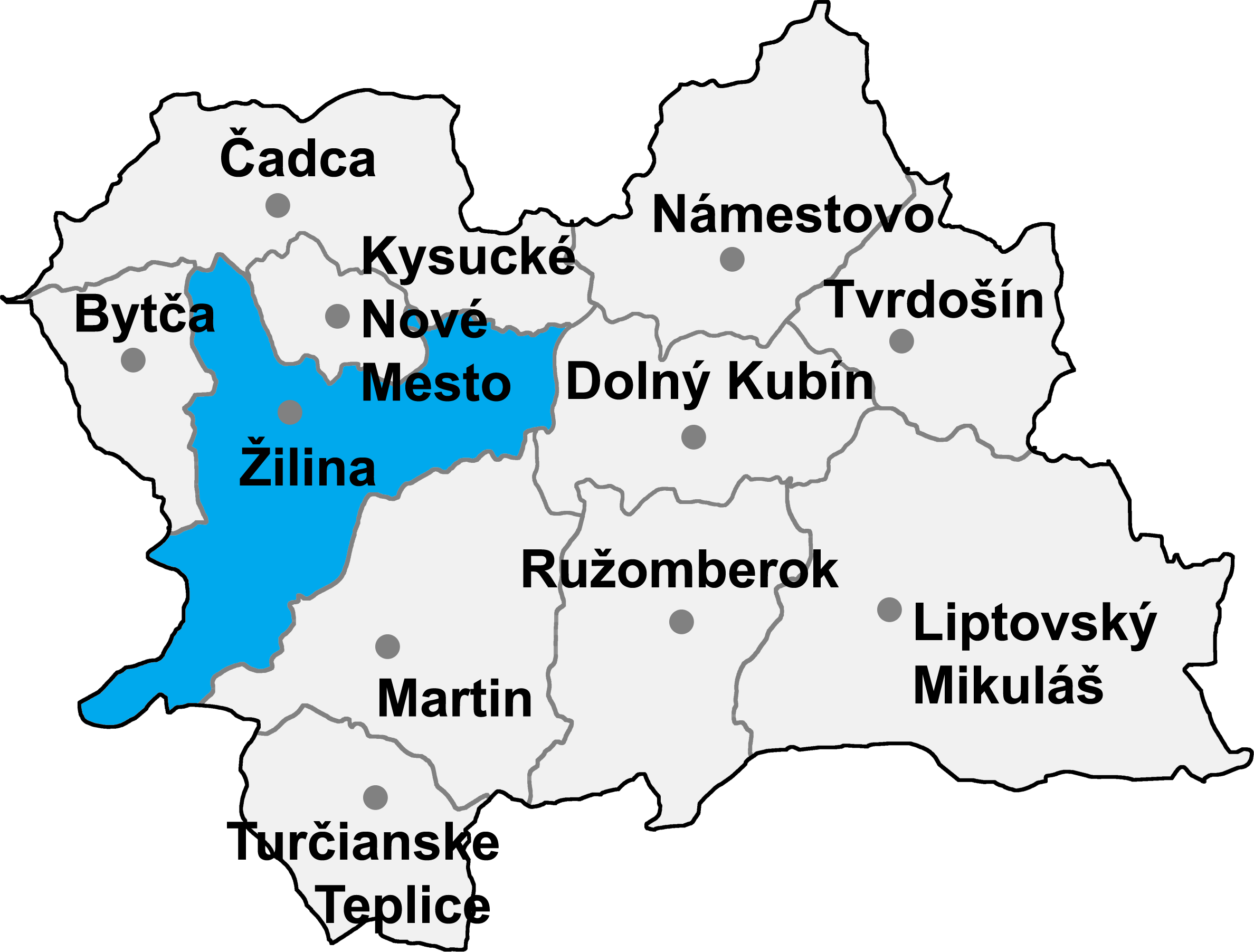
Vị trí của Quận Žilina trực thuộc Vùng Zilina

## Thánh John Nepomuk
Thánh John Nepomuk, vị thánh người Séc, tử đạo do tra tấn, trói và ném xuống sông Vltava. Thánh John Nepomuk là một vị thánh được biết đến rộng rãi trên lãnh thổ của chế độ quân chủ Habsburg, con người ở khắp nơi tôn thờ ông và tượng của ông xuất hiện ở hầu hết các ngôi làng ở Slovakia và Czechia. Thánh John là người bảo hộ cho các cha giải tội, linh mục, thủy thủ, xà nhà, cối xay và người bảo vệ khỏi chết đuối hoặc các bệnh về lưỡi đặc biệt là ở Cộng hòa Séc và Bayern. Nhà thờ và nhà nguyện Thánh John Nepomuk tập trung ở các quốc gia Tây và Trung Âu như: Đức, Séc, Ba Lan, Ý, Slovakia, Slovenia, Áo, Serbia, Lithuania, Hungary, Tây Ban Nha. Ở Tây Ban Nha kể từ ngày 16 tháng 5 năm 1758, Thánh John Nepomuk là vị thánh bảo trợ của Lực lượng Thủy quân Lục chiến (Infantería de Marina). Bên ngoài châu Âu, có những nhà thờ và nhà nguyện được thánh hiến cho ngài, đặc biệt là ở Costa Rica, Colombia, Paraguay, Argentina, Philippines và Hoa Kỳ. Tên của nhiều thành phố ở châu Mỹ Latinh cũng được đặt để thể hiện sự tôn vinh mà người dân dành cho ông.

## Lịch sử
Năm 1828, trong chuyến viếng thăm của giáo sĩ đến Divina phát hiện ra những thông tin thú vị: "năm 1796, bá tước John Szunyogh cho xây dựng nhiều bức tượng của thánh John Nepomuk trong địa phận của giáo xứ, trên đá và cả lối vào của làng Divina. Sau trận lụt lớn vào năm 1822, rất nhiều người mất tích, ngôi làng bị phá huỷ một cách nghiêm trọng, các bức tượng cũng bị cuối trôi. Sau đó, nhờ thiện chí của bá tước Stephen Csáky, người đứng đầu hiện tại của nhà thờ, bức tượng đã được sửa chữa và đặt trước nhà xứ trên cột gạch ".

### Một đặc điểm khác
- Thế kỷ 18
- Sáng lập: Bá tước John Nepomuk Szunyogh (1796)[7]
- Sáng tạo: Bá tước Stephen Csáky (sau năm 1822)

## Dự án phục hồi quốc tế
Năm 2016, kiến trúc sư Marek Sobola khởi xướng dự án trùng tu nơi đây và hoàn thành vào tháng 6 năm 2017. Dự án được nhiều nước tham gia tài trợ.

## Di sản

#### Sách
Nhân dịp bức tượng xuất hiện trở lại, một cuốn sách có tựa đề Câu chuyện về Thánh John, Tượng Thánh John Nepomuk ở Divina (bằng tiếng Slovak: Príbeh svätojánsky, Socha svätého Jána Nepomuckého v Divine) ra đời dưới ngòi bút của Marek Sobola và đồng nghiệp. Bên cạnh tiểu sử của Thánh John Nepomuk, cuốn sách còn cho chúng ta biết thêm về những tượng đài tương tự xung quanh Divina. Cuốn sách cũng đi kèm với một bản tóm tắt bằng các thứ tiếng Đức, Anh, Bungari, Khmer.

#### Sản phẩm bưu chính
Bưu chính Slovak đã phát hành các sản phẩm bưu chính chính thức trong dịp này - tem, phong bì và phiếu giảm giá có liên quan tới bức tượng Thánh John của Nepomuk.

## Giải thưởng
Vào ngày 29 tháng 11 năm 2018, trong cuộc thi Di tích Văn hóa Quốc gia lần thứ 13 năm 2017, Ban tổ chức đã trao 4 giải thưởng và một trong số đó thuộc về dự án trùng tu Tượng Thánh John Nepomuk ở làng Divina.

## Một số hình ảnh

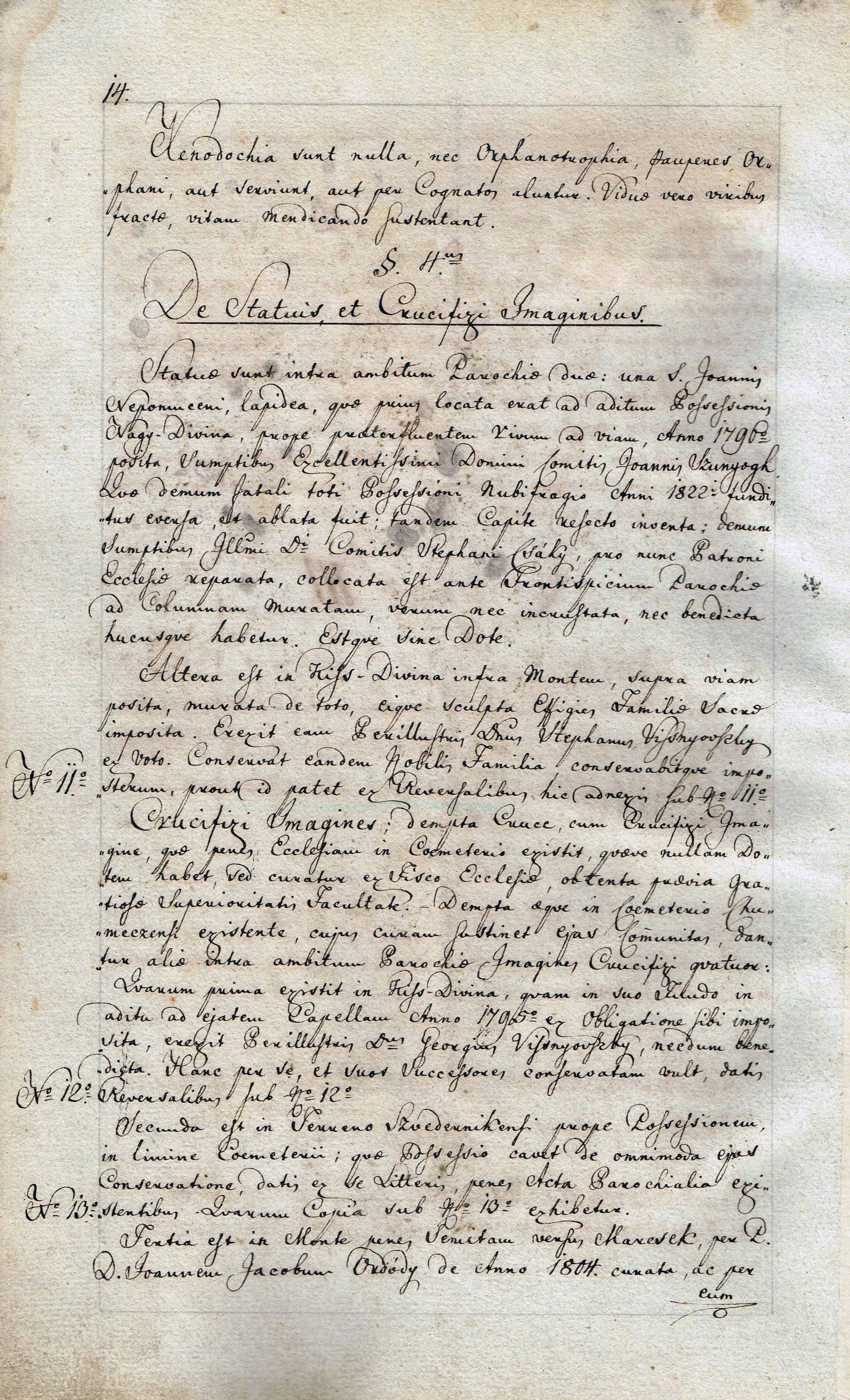
Tài liệu năm 1828 đề cập đến tượng Thánh John Nepomuk
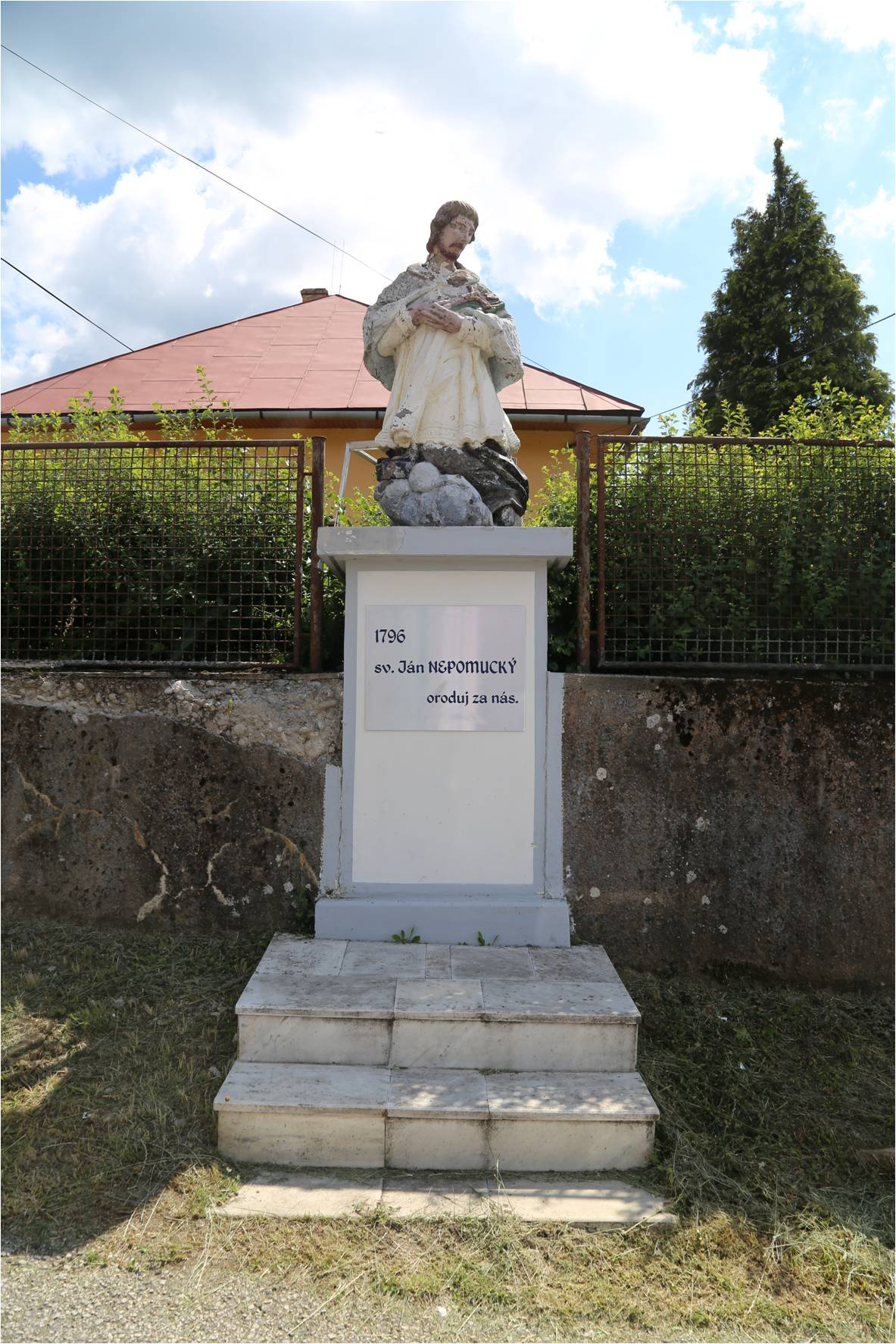
Tượng trước khi bắt đầu trùng tu
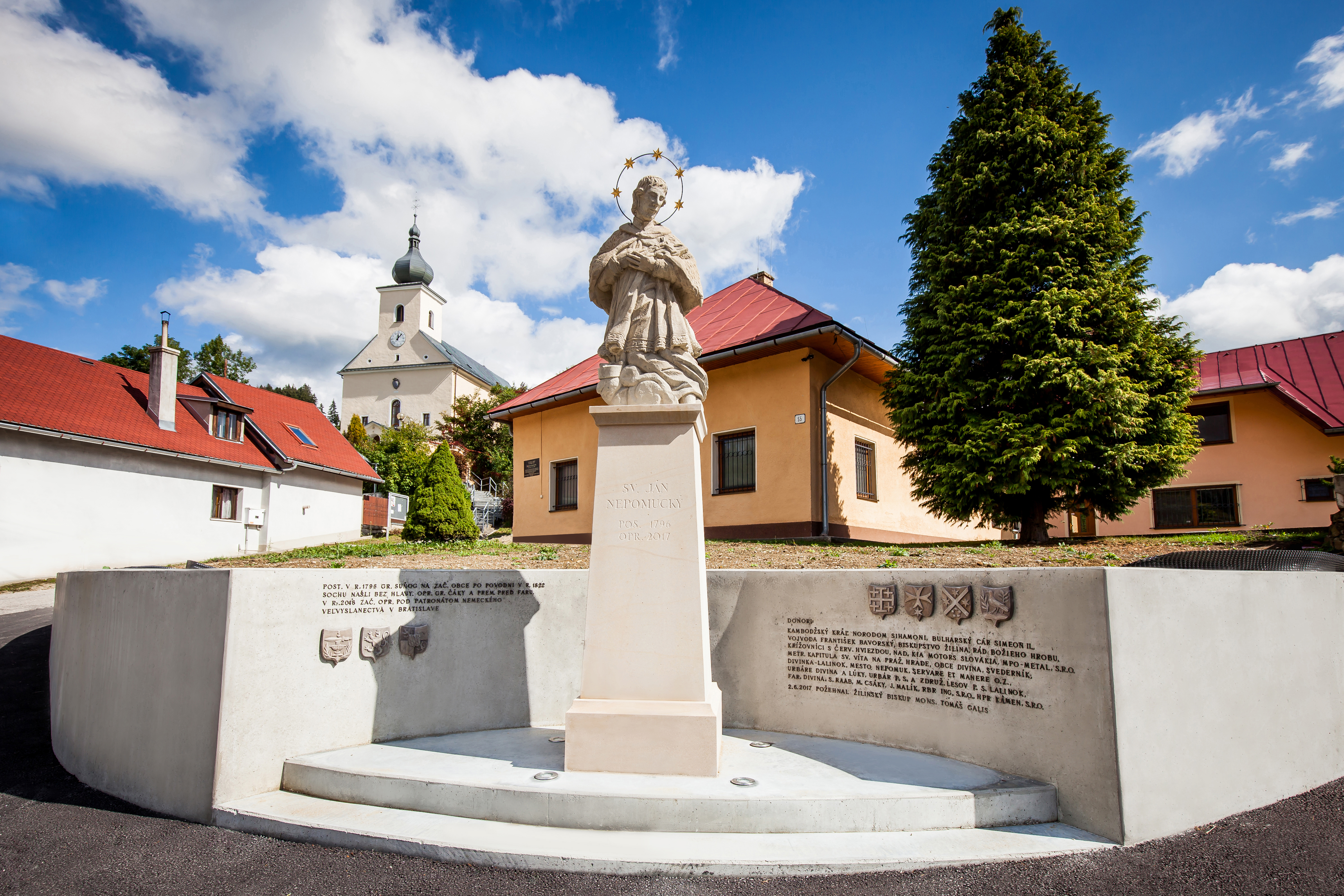
Bức tượng - nhìn tổng thể